# Vinho da Beira Interior
O Vinho da Beira Interior é um vinho português produzido nas regiões de Castelo Rodrigo, Cova da Beira e Pinhel, constituindo uma Denominação de Origem Controlada cuja demarcação remonta a 2 de Novembro de 1999 (Decreto-Lei n.º 442/99, de 2 de Novembro).

## Características
Os vinhos são influenciados pela montanha, rodeados pelas serras da Estrela, Marofa e Malcata e pela altitude com variações entre os 400 e os 700 metros. Os solos são de origem granítica na sua maioria, sendo os restantes essencialmente de origem xistosa. O clima da região é muito agreste, com temperaturas negativas no Inverno e Verões muito quentes e secos. Desta combinação de factores resultam vinhos brancos de grande exuberância aromática e muita frescura e, nos tintos, vinhos com aromas complexos a frutos silvestres e especiarias, aliados a uma frescura marcante.

## Castas
Possui uma grande variedade de castas. Destacam-se:
- Castas brancas: a Síria, Fonte Cal, Malvasia e Arinto;
- Castas tintas: a Rufete, Touriga Nacional, Touriga Franca e Tinta Roriz.

## Produção
A área de produção abarca 20 concelhos, de 3 sub-regiões:
- Castelo Rodrigo;
- Cova da Beira;
- Pinhel;

Em 2000 existiam cerca de 18 produtores; em 2018 o número subiu para 60 produtores.